# Тотальне розпутство
Тотальне розпутство, або тотальна зіпсутість — християнське богословська доктрина про первородний гріх, вперше сформульоване святим Августином. У змісті йдеться, що внаслідок гріхопадіння кожна людина, яка народжується на світі, в силу своєї занепалої природи потрапляє в рабство гріха і без Божої благодаті абсолютно не здатна зробити вибір слідувати за Богом, утримуватися від зла або прийняти запропонований їй дар спасіння.
Згадана доктрина тою чи іншою мірою прийнята багатьма протестантськими віросповіданнями та катехизмами, наприклад, деякими лютеранськими та кальвіністськими синодами. Крім того, воно присутнє в англіканстві та янсенізмі, які також увібрали в себе частину ідей. Армініани, які зустрічаються, наприклад, серед методистів, вірять і навчають докторальний принцип про тотальну розпусту, але з певними особливостями. Суттєва різниця між тотальним розпутством, про яку навчали Кальвін і Армініус, полягає в способі дії благодаті, яка описується дійсною благодаттю і уготованою благодаттю відповідно. 

## Теологія
Фраза «тотальна зіпсутість», як її розуміють у повсякденній мові, затуманює богословські питання, пов'язані з темою. Не можна, просто розглядаючи ці два слова, здогадуватися про ступінь зіпсованості людства. Наприклад, реформатські та лютеранські богослови ніколи не вважали людину позбавленою добра чи нездатною творити зовнішнє добро внаслідок гріхопадіння. Вони вважали, що в людині зберігається образ Божий, хоч і деформований.
Тотальне розпутство — це занепалий стан людини внаслідок первородного гріха. Вчення про тотальну розпусту стверджує, що в результаті гріхопадіння люди не схильні й навіть не здатні любити Бога всім серцем, розумом і силою, а навпаки, за своєю природою схильні служити своїй волі й бажанням і відкидати Його волю. Навіть релігія і благодійність є злом в Божих очах, бо вони випливають з егоїстичних людських бажань і не є для слави Божої. Тому в реформатському богослов'ї, якщо Бог хоче когось спасти, він повинен наперед визначити, покликати або обрати його до спасіння, оскільки занепала людина не бажає, та й взагалі не здатна його обрати. Однак в армініанському богослов'ї уготована благодать дає можливість людині, попри тотальну зіпсованість, відгукнутися на спасіння, запропоноване Богом в Ісусі Христі. 
Тотальне розпутство не означає, що людина втратила частину своєї людяності або що вона онтологічно спаскудилась. Подібно до того, як Адам і Єва були створені зі здатністю не грішити, люди зберігають цю основну здатність грішити або не грішити, навіть якщо деякі властивості їхньої людської природи зіпсовані. Це також не означає, що люди є довершено лихими. Скоріше, це означає, що навіть намір людини творити добро є хибним у своїй передумові, хибним у своїй мотивації й безсилим у своїй реалізації; і що немає ніякого можливого поліпшення природних можливостей, яке могло б виправити цей стан. Таким чином, навіть акти щедрості та альтруїзму насправді є замаскованими егоїстичними діями. Таким чином, все добро в основі своїй походить від одного лише Бога, а не від людства.
Тотальна влада гріха, як вчить доктрина тотального розпутства, підкреслює для людей кричущу потребу в Бозі. Благодаті потребують всі окремі частини людини, і благодаті потребує кожна людина, якою б побожною вона не здавалася.
Для розуміння кальвіністсько-амініанської дискусії важливо розуміти масштаби «тотальної розбещеності» людства. Як зазначалося, обидва погляди стверджують тотальну зіпсованість; точка розмежування лежить в площині дій, які повинен зробити Бог, щоб охопити людську істоту в її занепалому і зіпсованому стані. Чи дарує Бог людству благодать відповісти на Його пропозицію спасіння, щоб усі увірували (як вчив Арміній)? Чи Божа благодать повинна бути непереборною, щоб охопити людську істоту, так що ніхто не може бути врятований, якщо Бог спочатку не дарує свою дійсну благодать (як вчив Кальвін)? Таким чином, немає суттєвої різниці між тотальним розпутством, яку сповідують кальвіністи та армініани; і ті, і інші погоджуються з тим, що людство перебуває у стані розпусти, яка заважає йому відповідати Богові. З іншого боку, ці дві групи по-різному вірять у благодать, яку Бог дає людству у відповідь на тотальну зіпсутість. Кальвін навчав дійсної благодаті; Арміній навчав уготованої благодаті. 

## Католицький і православний погляди
Католицька церква стверджує, що людина не може «виправдатися перед Богом власними ділами, [...] без благодаті Божої через Ісуса Христа», відкидаючи таким чином пелагіанство відповідно до праць Августина і Другого Оранського собору (529 р.). Однак навіть суворі католики-августинці не погоджуються з протестантською доктриною. Посилаючись на Святе Письмо та Отців Церкви, католицизм вважає, що вільна воля людини походить від образу Божого, оскільки людина створена на образ Божий. Так, Тридентський собор на своїй шостій сесії (січень 1547 р.) засудив як єресь будь-яке вчення про те, що «з часу гріхопадіння Адама вільна воля людини втрачена і погашена».
Православна церква приймає «напівавгустинську» позицію Іоанна Кассіана, а також захищає позицію Августина Блаженного щодо цього принципу. Серафим Роуз, наприклад, стверджує, що Августин ніколи не заперечував свободу волі кожної людини й тому ніколи не викладав ідеї тотального розпутства. Аналогічно, архієпископ Кіпрський Хризостом II стверджував, що вчення Августина могло бути спотворене в західному християнстві з метою створення інноваційного богословського погляду, і що це не було б заслугою Августина.